# Playa del Arenal-Bol
La playa del Arenal-Bol es una playa de arena del municipio de Calpe en la provincia de Alicante (España).
Esta playa limita al norte con la Playa del Cantal Roig y al sur con La Manzanera y tiene una longitud de 1200 m, con una amplitud de 40 m.
Se sitúa en un entorno urbano, disponiendo de acceso por calle. Cuenta con paseo marítimo y aparcamiento delimitado. Dispone de acceso para discapacitados. Es una playa balizada que cuenta con zona balizada para la salida de embarcaciones.
Esta playa cuenta con el distintivo de bandera Azul.